# Les Mamelles de Tirésias
Les Mamelles de Tirésias (títol original en francès, Els pits de Tirèsias, FP 125) és una opéra bouffe surrealista en dos actes amb música de Francis Poulenc, basada en l'obra homònima de Guillaume Apollinaire escrita el 1903 però representada per primera vegada el 1917. L'òpera es va estrenar a l'Opéra-Comique a París el 3 de juny de 1947.

## Història
Poulenc va pensar per primera vegada a crear una òpera amb l'obra d'Apollinaire en els anys trenta, i va començar a compondre el 1939, acabant-la el 1944. Va alterar el lloc des de l'autèntica illa africana de Zanzíbar a una ciutat imaginària anomenada Zanzíbar prop de Montecarlo (la llar d'infància d'Apollinaire) a la Costa Blava. Aquesta latitud, va dir, era "prou tropical per a un parisenc com jo."
Per al llibret de la seva primera òpera, Poulenc va triar el text d'Apollinaire en la seva totalitat i amb gran preocupació de fidelitat tant en el text com en l'estructura, en un pròleg i dos actes, fins al punt que l'òpera no té una obertura i s'inicia pel pròleg.
L'òpera es tanca amb una ordre severa, "Ô Français, faites des enfants!" ("Oh, francesos, feu nens!"), i l'èxit d'aquesta propaganda potser es veu en què les dues primeres sopranos que van interpretar el paper de Tirèsias van haver de deixar-ho abans de l'estrena a causa de l'embaràs.

## Personatges
| Personatge              | Tessitura      | Repartiment de l'estrena, 3 de juny de 1947 (Director: Albert Wolff) |
| ----------------------- | -------------- | -------------------------------------------------------------------- |
| Director de teatre      | baríton        | Robert Jeantet                                                       |
| Thérèse/Tirésias        | soprano        | Denise Duval                                                         |
| El seu espòs            | baríton martin | Paul Payen                                                           |
| Monsieur Lacouf         | tenor          | Alban Derroja                                                        |
| Monsieur Prest          | baríton        | Marcel Enot                                                          |
| Un gendarme             | baríton        | Émile Rousseau                                                       |
| Un venedor de periòdics | mezzosoprano   | Jane Atty                                                            |
| Un reporter de París    | tenor          | Serge Rallier                                                        |
| El fill                 | baríton        | Jacques Hivert                                                       |
| Una dama elegant        | mezzosoprano   | Irène Gromova                                                        |
| Una dona                | mezzosoprano   | Yvonne Girard-Ducy                                                   |
| Un cavaller barbut      | baix           | Gabriel Jullia                                                       |

## Argument

### Acte I
Thérèse està cansada de la seva vida com una dona submisa i es converteix en el Tirèsias masculí quan els seus pits es converteixen en globus i se'n van surant. Al seu espòs no li agrada això, i menys encara quan ella el lliga i el vesteix com una dona.
Mentrestant, un parell de jugadors borratxos anomenats Presto i Lacouf amb afecte es disparen l'un a l'altre i són vetllats pels ciutadans reunits. Thérèse marxa a conquistar el món com el General Tirèsias, deixant al seu espòs captiu de les atencions del gendarme local, qui es veu confós per la seva vestimenta femenina.
Fora d'escena, el general Tirèsias comença una reeixida campanya contra els naixements i el poble el saluda. Tement que França quedarà estèril si les dones abandonen el sexe, l'espòs jura trobar una forma de tenir nens sense les dones. Lacouf i Presto tornen de la mort i tots dos expressen el seu interès i escepticisme.

### Acte II
S'alça el teló als crits de "Papa!" El projecte del marit ha estat un èxit espectacular, i ha donat a llum a 40.049 nens en un sol dia. Un periodista parisenc de visita pregunta com ho farà per alimentar als nens, però l'espòs explica que els nens tots han tingut èxit en les seves carreres artístiques i l'han fet un home ric amb els seus ingressos. Després d'allunyar al periodista, l'espòs decideix crear a un periodista propi, però no queda del tot a gust amb el resultat.
Arriba llavors el gendarme per informar que, a causa de l'excés de població, els ciutadans de Zanzíbar es moren tots de gana. L'espòs suggereix cartilles de racionament impreses per una endevina del tarot. Immediatament apareix una endevina semblant, que sembla bastant coneguda per sota de la seva disfressa.
L'endevina profetitza que l'espòs fèrtil serà multimilionari, però que l'estèril gendarme morirà en la més abjecta pobresa. Indignat, el gendarme intenta arrestar-la, però ella l'escanya i revela que no és una altra que Thérèse. La parella es reconcilia i tot el repartiment es reuneix en les llums d'escena per instar al públic:
| Ecoutez, ô Français, les leçons de la guerre Et faites des enfants, vous qui n'en faisiez guère Cher public: faites des enfants! | Escolteu, oh francesos, les lliçons de la guerra I feu nens, vosaltres que rares vegades els vau fer! Benvolgut públic: feu nens! |

## Enregistraments
| Any  | Elenc                                                    | Director, cor i orquestra                                                      | Discogràfica                                              |
| ---- | -------------------------------------------------------- | ------------------------------------------------------------------------------ | --------------------------------------------------------- |
| 1954 | Denise Duval, Marguerite Legouhy, Jean Giraudeau         | André Cluytens, Cor i orquesta del Teatre Nacional de l'Opéra-Comique de París | CD: Angel Records                                         |
| 1998 | Barbara Bonney, Jean-Paul Fouchécourt, Wolfgang Holzmair | Seiji Ozawa, Orquestra Saito Kinen                                             | CD: Philips Incluye a Holzmair representant Le bal masque |
| 2003 | Renate Arends, Bernard Loonen, Mattijs Van de Woerd      | Ed Spanjaard, Nieuw Ensemble i Opera Trionfo                                   | CD: Brilliant Classics                                    |